# 李鯨 (弘治進士)
李鯨（1449年—？年），字騰海，四川敘州府長寧縣人，民籍，明朝政治人物。

## 生平
四川鄉試第五十一名舉人。弘治三年（1490年）中式庚戌科三甲第五十八名進士。

## 家族
曾祖李貴；祖父李仲真，贈編脩；父李永宗，母周氏。